# Carl Leijell
Carl Leijell, född 5 oktober 1718, död 12 juli 1786 i Gladhammars församling, Kalmar län, var en svensk mineralog och bergsråd. 

## Biografi
Carl Leijel föddes 1718. Han var son till preses i Handelskollegium Johan Leijel och Margareta Hising. Leijell blev 7 februari 1732 student vid Uppsala universitet. Den 22 december 1735 blev han auskultant i Bergskollegium för att 1739 anställas som extra ordinarie kanslist där, varefter han 10 mars 1740 blev extra ordinarie notarie och 7 februari 1747 tillförordnad proberare. 1752 blev han bergmästare, först i Södermanland och Östergötland, och senare i Värmland. Liksom flera av hans släktingar naturaliserades han som svensk adelsman 1773. Han fick med ålderns rätt avsked från bergmästaresysslan 1787 med titeln av bergsråd. Efter att han adlats skrev han sig till Hvalstad.
Leijell invaldes 1745 som ledamot av Kungliga Vetenskapsakademien och var akademiens preses under tredje kvartalet 1751. Han utgav flera uppsatser, varav två publicerades i Kongl. Vetenskaps-Academiens Handlingar. 

### Familj
Leijell gifte sig 4 juli 1753 med Ulrika Ekenberg (1722–1764), som var dotter till ryttmästaren Lorentz Ekenberg och Juliana Elisabet Königsheim. De fick tillsammans barnen Margareta Juliana Leijell (1745–1777), auskultanten Johan Carl Leijell (1755–1773), Ulrika Augusta Leijell (1756–1764), Helena Regina Leijell (1757–1773), kanslisten Lorentz Vilhelm Leijell (1759–1785) i Riksarkivet och löjtnanten Ulrik Leijell (1761–1795) vid Närkes och Värmlands regemente.